# Matthew Santos
Matthew Santos (Minneapolis, 28 dicembre 1982) è un cantautore statunitense.

## Biografia
Nato a Minneapolis, ha origini spagnole da parte del padre. Nel novembre 2007 ha pubblicato il suo album d'esordio per un'etichetta indipendente, la Candyrat Records. Nel 2006 aveva collaborato con Lupe Fiasco al brano American Terrorist presente nell'album Food & Liquor. La collaborazione tra i due artisti si è ripetuta nella hit Superstar, inserita nell'album The Cool (2007). Nel 2010 e nel 2012 ha pubblicato rispettivamente This Burning Ship of Fools e Quickly Disappearing.

## Discografia
- 2006 - As a Crow Flies (EP)
- 2007 - Matters of the Bittersweet
- 2010 - This Burning Ship of Fools
- 2012 - Quickly Disappearing